# Ombronesus stuvensis
Ombronesus stuvensis là một loài rêu trong họ Ptychomniaceae. Loài này được N. E. Bell, N. Pedersen & A.E. Newton mô tả khoa học đầu tiên năm 2007.